# Сентонж романский
Сентонж Романский- это природный регион Франции, расположенный к северу от бассейна Аквитании и в центре департамента Приморская Шаранта. Его название происходит от названия, данного бывшей провинции Сентонж, богатой романскими церквями и аббатствами. В этой традиционной стране 70 муниципалитетов, сгруппированных вокруг местной столицы Сент.
От Ольне-де-Сентонж до Понса, с XI века Сентонж строил свои соборы и аббатства. Первым бенедиктинским аббатством было Королевское аббатство Сен-Жан-д'Анжели в 817 году.
Этот строительный порыв продолжался и в веке, и каждый рыночный город, каждая деревня строили свою церковь. Жители Шаранты исповедуют созидательную веру.
Эти сотни церквей, особенно на путях Сантьяго-де-Компостела, построены из простого в обработке известняка. Этот очень нежный камень, подверженный воздействию суровых погодных условий, образует твердую пленку, которая придает ему долговечность. Этот камень позволит создавать все виды произведений искусства, и это особый стиль романского искусства, который развивается в Сентонже.
Позже некоторые из них были укреплены, другие отремонтированы, но многие не изменились за 10 веков.